# Elezioni politiche in Italia del 1913
Le elezioni politiche in Italia del 1913 si svolsero il 26 ottobre (1º turno) e il 2 novembre (ballottaggi) 1913. Furono le prime elezioni a suffragio universale maschile (introdotto il 25 maggio 1912), con l'ormai tradizionale collegio uninominale a doppio turno. Diedero avvio alla XXIV legislatura del Regno d'Italia.
I risultati sanzionarono il grande successo del Patto Gentiloni: i liberali ebbero il 47,6% dei voti e 270 eletti (che in gran parte avevano sottoscritto gli accordi del Patto).

## Partiti
| Schieramento | Partiti                                       | Ideologia                                                            | Leader             |
| ------------ | --------------------------------------------- | -------------------------------------------------------------------- | ------------------ |
| Maggioranza  | Liberali                                      | Liberalismo, Centrismo                                               | Giovanni Giolitti  |
| Maggioranza  | Partito Democratico Costituzionale (PDC)      | Liberalismo sociale                                                  |                    |
| Maggioranza  | Partito Democratico (PD)                      | Liberalismo sociale, Socialdemocrazia                                |                    |
| Maggioranza  | Cattolici Conservatori                        | Conservatorismo nazionale, Clericalismo, Cattolicesimo intransigente |                    |
| Maggioranza  | Unione Elettorale Cattolica Italiana (UECI)   | Clericalismo, Cristianesimo democratico                              | Ottorino Gentiloni |
| Maggioranza  | Partito Radicale Italiano (PR)                | Radicalismo, Anticlericalismo                                        |                    |
| Maggioranza  | Radicali indipendenti                         | Radicalismo                                                          |                    |
| Opposizione  | Partito Repubblicano Italiano (PRI)           | Repubblicanesimo, Radicalismo                                        |                    |
| Opposizione  | Repubblicani dissidenti                       | Repubblicanesimo, Radicalismo                                        |                    |
| Opposizione  | Partito Socialista Italiano (PSI)             | Socialismo, Socialismo rivoluzionario                                | Costantino Lazzari |
| Opposizione  | Partito Socialista Riformista Italiano (PSRI) | Socialismo liberale, Socialdemocrazia                                | Leonida Bissolati  |
| Opposizione  | Socialisti indipendentisti e sindacalisti     | Socialismo                                                           |                    |

## Risultati
Risultati secondo A. Schiavi.
| Partito                            | Partito                                   | Risultati | Risultati | Risultati | Seggi | Seggi |
| Partito                            | Partito                                   | Voti      | %         | ±         | Num   | ±     |
| ---------------------------------- | ----------------------------------------- | --------- | --------- | --------- | ----- | ----- |
|                                    | 1. Liberali                               | 2 387 947 | 47,62     | n.d.      | 270   | n.d.  |
|                                    | 2. Partito Radicale Italiano              | 522       | 10,42     | n.d.      | 62    | n.d.  |
|                                    | 3. Partito Socialista Italiano            | 883 409   | 17,62     | n.d.      | 52    | n.d.  |
|                                    | 4. Partito Democratico Costituzionale     | 277 251   | 5,53      | n.d.      | 29    | n.d.  |
|                                    | 5. Unione Elettorale Cattolica Italiana   | 212 319   | 4,23      | n.d.      | 20    | n.d.  |
|                                    | 6. Partito Socialista Riformista Italiano | 196 406   | 3,92      | n.d.      | 19    | n.d.  |
|                                    | 7. Partito Democratico                    | 138 967   | 2,77      | n.d.      | 11    | n.d.  |
|                                    | 8. Radicali dissidenti                    | 65 671    | 1,31      | n.d.      | 11    | n.d.  |
|                                    | 9. Cattolici Conservatori                 | 89 630    | 1,79      | n.d.      | 9     | n.d.  |
|                                    | 10. Repubblicani dissidenti               | 71 564    | 1,43      | n.d.      | 9     | n.d.  |
|                                    | 11. Partito Repubblicano Italiano         | 102       | 2,04      | n.d.      | 8     | n.d.  |
|                                    | 12. Socialisti indipendenti               | 67 133    | 1,34      | n.d.      | 8     | n.d.  |
|                                    |                                           |           |           |           |       |       |
| Iscritti                           | Iscritti                                  | 8 443 205 | 100,00    |           |       |       |
| ↳ Votanti (% su iscritti)          | ↳ Votanti (% su iscritti)                 | 5 100 615 | 60,41     | n.d.      |       |       |
| ↳ Voti validi (% su votanti)       | ↳ Voti validi (% su votanti)              | 5 014 921 | 98,32     |           |       |       |
| ↳ Schede non valide (% su votanti) | ↳ Schede non valide (% su votanti)        | 85 694    | 1,68      |           |       |       |
| ↳ Astenuti (% su iscritti)         | ↳ Astenuti (% su iscritti)                | 3 342 590 | 39,59     |           |       |       |

Le statistiche ufficiali ministeriali per le elezioni del 1913 non riportano dati relativi all'appartenenza politica degli eletti; per la suddivisione dei seggi si è utilizzata l'analisi pubblicata da Alessandro Schiavi nel 1914, che in seguito fu ripresa anche da fonti ufficiali.
Altre fonti presentano una diversa suddivisione dei 508 eletti, riportata di seguito.
| Appartenenza politica              | Deputati |
| ---------------------------------- | -------- |
| Liberali                           | 260      |
| Radicali                           | 73       |
| Partito Socialista ufficiale       | 51       |
| Partito democratico costituzionale | 40       |
| Cattolici                          | 34       |
| Socialisti riformisti              | 21       |
| Repubblicani ufficiali             | 9        |
| Repubblicani dissidenti            | 8        |
| Socialisti indipendenti            | 7        |
| Nazionalisti                       | 5        |